# Jean-Marie Toussaint
Jean-Marie "Toutou" Toussaint (Bande, september 1948) was piloot bij de Belgische Koninklijke Luchtmacht in de rang van commandant-vlieger. Hij was de eerste vliegenier ter wereld die de kaap van 3000 vlieguren op de F-16 Fighting Falcon overschreed. Dit gebeurde op 21 oktober 1992 vanuit de vliegbasis van Bevekom.

## Levensloop
Toussaint werd geboren in een landbouwersgezin. Hij volgde secundair onderwijs aan het Sint-Jozefscollege in Virton.
Hij begon aan een opleiding als piloot die hij beëindigde in 1969 en was sinds 1972 gestationeerd op de Vliegbasis Bevekom.
Hij vloog in totaal 3120 uren op de F-16. Voordien vloog hij op de F-104-G Starfighter en behaalde daarop 1600 vlieguren naast een 500-tal vlieguren op de Fouga Magister en de T-33. Het bereiken van 3000 vlieguren op de F-16 werd in pilotengemeenschappen overal ter wereld als mijlpaal gezien.
Zijn laatste vlucht met een F-16 maakte Toussaint tijdens de nationale feestdag op 21 juli 1993. Hij nam afscheid wegens het bereiken van de pensioenleeftijd.
Hij werd vervolgens privé-instructeur op het vliegveld van Gosselies.